# Gannansaurus
Gannansaurus is een geslacht van plantenetende sauropode dinosauriërs, behorend tot de Titanosauriformes, dat tijdens het late Krijt leefde in het gebied van de huidige Volksrepubliek China. De enige benoemde soort is Gannansaurus sinensis.

## Vondst en naamgeving
In 1984 werd bij bouwwerkzaamheden bij de stad Longling in Ganzhou een terrein geëgaliseerd door middel van TNT. De explosies bleken een laag met meerdere sauropodenskeletten te hebben opgeblazen. Slechts twee wervels konden weer gelijmd worden.
In 2013 werd de typesoort Gannansaurus sinensis benoemd en beschreven door Lü Junchang, Yi Laiping, Zhong Hui en Wei Xuefang. De geslachtsnaam verwijst naar de prefectuur Gannan in de provincie Jiangxi. De soortaanduiding verwijst naar de herkomst uit China.
Het holotype, GMNH F10001, is in het Ganzhoubekken gevonden in een laag van de Nanxiongformatie die dateert uit het late Maastrichtien, ongeveer 67 miljoen jaar oud. Het bestaat uit een achterste ruggenwervel (GMNH F10001-1) en een middelste staartwervel met het aparte inventarisnummer GMNH F10001-2. Beide wervels werden geacht van één individu afkomstig te zijn.

## Beschrijving

### Grootte en onderscheidende kenmerken
Voor zover uit de beperkte resten valt op te maken is Gannansaurus een relatief grote sauropode. De lichaamslengte zal niet lager zijn geweest dan een vijftien meter en kan rond de twintig meter hebben gelegen.
De beschrijvers hebben enkele onderscheidende kenmerken weten vast te stellen die allemaal betrekking hebben op het ingewikkelde systeem van richels en uithollingen op de zijden van de ruggenwervel. De richel tussen het wervellichaam en het voorste gewrichtsuitsteeksel heeft bovenaan twee (driehoekige) uithollingen. Aan de voorkant van de wervel bevindt zich een rechthoekige uitholling, de ingang van het ruggenmergkanaal omsluitend, tussen de bovenrand van het wervellichaam en de verticale richels tussen het wervellichaam en de voorste gewrichtsuitsteeksels. De uitholling schuin onder en achter de parapofyse, het onderste ribgewricht, is groot. Zowel de voorste als de achterste richel die van het wervellichaam naar de parapofyse lopend deze uitholling omsluiten, zijn zwak ontwikkeld. De zijkant van het wervellichaam is uitgehold door een grote pleurocoel die twee derden van de lengte van dit wervelcentrum heeft en zelf dieper uitgehold wordt door drie grote foramina. De beenstijl die van het wervellichaam naar de diapofyse, het bovenste ribgewricht, loopt, wordt verticaal gespleten door een ondiepe trog. De basis van deze beenstijl, zijn voorste bovenste tak, de achterste richel die naar de parapofyse loopt en de voorste richel die van het wervelcentrum naar de diapofyse loopt, vormen samen een "K".

### Skelet
De wervel van de rug is opisthocoel, met een lengte van drieëndertig centimeter. Hij heeft een U-vormig doornuitsteeksel in vooraanzicht. Het uitsteeksel helt naar achteren. De wervelboog als geheel heeft een hoogte van veertig centimeter. De pleurocoel is ovaal en opvallend diep. Naast de drie foramina, twee aan de voorwand en een aan de achterwand, is er nog een centrale uitholling, de pleurocoel in eigenlijke zin, met en diameter van dertien centimeter. Daarnaast is er nog een mogelijk vierde foramen aan de onderste achterzijde. Beide centrale pleurocoelen zijn slechts gescheiden door een tussenschot. De botstructuur is sponsachtig met luchtholten tussen de vijf millimeter en vijf centimeter in diameter. Het ruggenmergkanaal is nauw en ovaal in dwarsdoorsnede.
De staartwervel is kort, 135 millimeter lang, en procoel. Hij mist pleurocoelen. Het centrum is flink ingesnoerd. De onderzijde is licht bol aan de achterkant en licht hol van voren. Een duidelijke trog of kiel ontbreken. Door een breuk is de structuur en oriëntatie van het doornuitsteeksel niet goed vast te stellen.

## Fylogenie
Gannansaurus is door de beschrijvers in de Titanosauriformes geplaatst en daarbinnen in de Somphospondyli. Het is wellicht een nauwe verwant van Euhelopus die eenzelfde K-vormige structuur toont. Een exacte cladistische analyse is echter niet uitgevoerd.